# Bandera de Torroella de Montgrí
La bandera oficial de Torroella de Montgrí té la següent descripció:
Bandera apaïsada de proporcions dos d'alt per tres de llarg, groga, amb quatre pals vermells i la torre blanca tancada de negre de l'escut al centre, l'altura de la qual el 86% de la del drap i l'amplada el 26% de la llargària del mateix drap.
Va ser aprovada el 17 de gener de 1995 i publicada en el DOGC el 27 de gener del mateix any amb el número 2004.